# 베스 브로더릭
베스 브로더릭(영어: Beth Alison Broderick, 1959년 2월 24일 ~ )은 미국의 배우이다.

## 출연 작품
- 비커밍 (2020)
- 더 폭스 헌터 (2020)
- 에코스 오브 워 (2015)
- 투 스텝 (2014)
- 머펫 대소동 (2011)
- 팀버 폴스 (2007)
- 홈랜드 시큐리티 (2004)
- 싸이코 비치 파티 (2000)
- 사랑은 다 괜찮아 (1997)
- 인스팅트 (1996)
- 샤도우헌터 (1993)
- 미녀 연쇄 살인 (1992)
- 유혹의 밤 (1992, Are You Lonesome Tonight?)
- 허영의 불꽃 (1990)
- 추억의 첫 사랑 (1988)

### 텔레비전
- 사브리나 - TV 시리즈 (1996)
- 로스트 시즌1 (2004)